# ایگور خریستینکو
ایگور ولادلینویچ خریستینکو (روسی: И́горь Владле́нович Христе́нко؛ زادهٔ ۱۹۵۹ میلادی) بازیگر اهل روسیه است.
او در سال ۱۹۸۰، پس از فارغ‌التحصیلی از دانشگاه، در گروه تئاتر نمایش‌های طنز مشغول به کار شد و چندین سال در آنجا بازی کرد. از سال ۱۹۹۹ تا ۲۰۰۲، او در پروژه تلویزیونی کانال NTV با عنوان «عروسک‌ها» کار کرد و در آنجا صداپیشگی دوازده شخصیت را بر عهده داشت.
از فیلم‌ها یا مجموعه‌های تلویزیونی که وی در آن‌ها نقش داشته است، می‌توان به خرگوش بلا و گرگ ناقلا اشاره نمود.